# ناریش گویال
ناریش گویال (انگلیسی: Naresh Goyal) (زاده ۱۹۵۰) کارآفرین، سرمایه‌دار، بازرگان و مدیر ارشد اجرایی هندی است، که در حال حاضر به‌عنوان رئیس هیئت مدیره شرکت جت ایرویز فعالیت می‌کند. وی شرکت هواپیمایی جت ایرویز را در سال ۱۹۹۲ تأسیس نمود.